# 12 правил жизни: противоядие от хаоса
12 правил жизни: Противоядие от хаоса — вторая книга по саморазвитию, написанная канадским клиническим психологом и популярным YouTube-влогером Джорданом Питерсоном и изданная в 2018 году. В течение последующих трёх лет книга получила широкую известность и стала бестселлером в США, Великобритании и Канаде с общим тиражом более пяти миллионов проданных в мире копий.
Первой книгой Питерсона была Карты смысла: Архитектура веры, изданная в 1999 году и не получившая столь широкой популярности, поскольку её автор тогда не был известен в интернете, а лишь изредка появлялся на телевидении.
На волне популярности книги 12 правил жизни в 2021 году автор выпустил её продолжение — свою третью книгу Beyond Order: 12 More Rules for Life, содержащую дополнительные «правила жизни» к уже написанным. Она продолжает повествовательный стиль второй книги и предназначена, прежде всего, для сформировавшегося большого числа её поклонников.
Написание данной книги стало продолжением хобби Джордана Питерсона, которое состояло в ответах на вопросы о жизни, задаваемые людьми в англоязычном разделе Quora (сайта для обмена мнениями между пользователями в формате «вопрос — ответ») и в комментариях к видеороликам, выкладываемым на его YouTube-канале. Больше всего автора вдохновил собственный ответ на вопрос «Какие самые важные вещи должен знать каждый?», состоящий из 40 пунктов. В интернете его проще найти по названию «Dr. Jordan Peterson's 42 Rules of Life» — скорее всего, путаница в количестве советов связана с отсылкой к ответу на «главный вопрос жизни, вселенной и всего такого» из произведения Дугласа Адамса.

## Изначальные «правила»
Ответ, данный автором книги про «главные вещи в жизни» 27 июня 2012 года, доступен на сайте Quora. Вот эти советы, которые, по его мнению, «должен знать каждый»:
1. «Говорите правду.»
2. «Не занимайтесь тем, что вы ненавидите.»
3. «Действуйте так, чтобы вы могли говорить правду о том, как вы действуете.»
4. «Стремитесь не к тому, что выгодно, а к тому, что имеет значение.»
5. «Будьте тем, кто делает вещи, а не тем, кого таким видят (если у вас есть возможность выбирать).»
6. «Будьте внимательными.»
7. «Когда слушаете другого человека, допускайте, что он может знать нужные вам вещи. Слушайте достаточно усердно, чтобы с вами делились информацией.»
8. «Для поддержания романтики в отношениях планируйте и усердно работайте над этим.»
9. «Будьте осторожны с теми, кому вы рассказываете хорошие новости.»
10. «Будьте осторожны с теми, кому вы рассказываете плохие новости.»
11. «Во всех местах, где вы бываете, улучшайте хотя бы одну вещь.»
12. «Представьте, кем бы вы могли быть, и целенаправленно стремитесь к этому.»
13. «Не позволяйте себе быть высокомерным или возмущённым (обиженным).»
14. «Старайтесь сделать одну из комнат вашего дома настолько красивой, насколько это возможно.»
15. «Сравнивайте себя с самими собой вчерашними, а не с кем-то другим сегодняшним.»
16. «Работайте над одной вещью так усердно как только можете и посмотрите, что получится.»
17. «Если старые воспоминания заставляют вас плакать, старательно и целиком запишите их.»
18. «Поддерживайте свои связи с людьми.»
19. «Не занимайтесь легкомысленным принижением социальных институтов и творческих достижений.»
20. «Относитесь к себе как к человеку, за помощь которому вы бы отвечали.»
21. «Попросите кого-нибудь о небольшом одолжении, чтобы в будущем этот человек мог попросить вас о том же.»
22. «Заводите дружбу с людьми, желающими для вас лучшего.»
23. «Не пытайтесь спасти того, кто не хочет быть спасённым, и будьте очень осторожны при спасении того, кто этого хочет.»
24. «Ничто из сделанного хорошо не является пустяком.»
25. «Прежде чем критиковать мир, наведите полный порядок у себя дома.»
26. «Одевайтесь как человек, которым вы хотите быть.»
27. «Будьте точны в своей речи.»
28. «Стойте прямо, отведя плечи назад.»
29. «Не избегайте пугающих вещей на вашем пути, и не делайте неоправданно опасных вещей.»
30. «Не позволяйте вашим детям делать что-либо, вызывающее у вас неприязнь к ним.»
31. «Не превращайте вашу жену в горничную.»
32. «Не прячьте от себя („в туман“) нежелательные вещи.»
33. «Обратите внимание, что возможности таятся там, где кто-то отказался от ответственности.»
34. «Читайте что-нибудь из написанного кем-нибудь великим.»
35. «Если встречаете кошку на улице, погладьте её.»
36. «Не надоедайте детям, катающимся на скейтборде.»
37. «Не позволяйте обидчикам избежать наказания.»
38. «Если вы видите что-нибудь нуждающееся в исправлении, пишите письмо в исполняющие органы власти и предлагайте решение.»
39. «Помните, что то, чего вы пока не знаете, важнее того, что вы уже знаете.»
40. «Будьте благодарны несмотря на ваши страдания.»

## Содержание
Книга поделена на главы, каждая из которых является одним отдельным «правилом для жизни» из полного списка выше. На страницах книги раскрывается смысл каждого из этих советов с отсылками на случаи из психологической практики, религиозные мифы и притчи, приводимые автором истории из жизни и так далее.
В качестве каждой из 12 глав книги автор избрал следующие собственные советы (у тех из них, чьи названия претерпели изменения, выделена изменённая часть):
1. «Стойте прямо, отведя плечи назад»
2. «Относитесь к себе как к человеку, за помощь которому вы бы отвечали»
3. «Заводите дружбу с людьми, желающими для вас лучшего»
4. «Сравнивайте себя с самими собой вчерашними, а не с кем-то другим сегодняшним»
5. «Не позволяйте вашим детям делать что-либо, вызывающее у вас неприязнь к ним»
6. «Прежде чем критиковать мир, наведите полный порядок у себя дома»
7. «Стремитесь к тому, что имеет значение (а не к тому, что выгодно)»
8. «Говорите правду, или, по крайней мере, не врите»
9. «Когда слушаете другого человека, допускайте, что он может знать вещи, которых вы не знаете»
10. «Будьте точны в своей речи»
11. «Не надоедайте детям, катающимся на скейтборде»
12. «Если встречаете кошку на улице, погладьте её»

В книге автор делится своими жизненными воззрениями, применяя высокопарные художественные приёмы, из-за чего 12 советов жизни имеет философский оттенок.
Между всеми главами идёт общее повествование, в котором автор предлагает читателю свою точку зрения психолога по борьбе с жизненными неурядицами, внутренними конфликтами и трагедиями, приводя личные примеры. Поднимаются различные этические вопросы, связанные с негативными сторонами жизни человека.